# Bud Flanagan
Bud Flanagan (eigentlich Chaim Reuben Weintrop, * 14. Oktober 1896 in Whitechapel (London); † 20. Oktober 1968 in London Borough of Lewisham) war ein populärer englischer Music-Hall- und Vaudeville-Entertainer. Er war besonders während des Zweiten Weltkrieges gefragt und wurde für sein Engagement 1960 mit dem Order of the British Empire ausgezeichnet.

## Familiärer Hintergrund
Flanagan wurde im East End of London seinen Eltern Wolf and Yetta (Kitty) Weintrop geboren; sie waren Juden polnischer Herkunft, die vor einem Pogrom aus Lodz nach England geflohen waren. Wolf arbeitete als Schuhmacher und verdiente etwas zusätzliches Geld durch Gesang – als Kantor wie auch in Pubs. Flanagan hatte neun Geschwister.

## Frühe Jahre
Weintrop/Flanagan besuchte die Schule an der Petticoat Lane und trat mit 12 Jahren erstmals auf der Bühne auf; bei einem Talentwettbewerb führte er Zaubertricks als „Fargo, The Boy Wizard“ vor.
Zwei Jahre später verließ er seine Heimatstadt und ging nach Southampton, wo er auf der SS Majestic anheuerte, die nach New York City fuhr. Dort schlug er sich mit verschiedensten Jobs durchs Leben. Schließlich wurde er Teil einer Vaudeville-Show, die durch die Vereinigten Staaten und im Oktober 1914 in Neuseeland und Australien tourte. Wenig später kehrte er in sein Heimatland zurück, um für sein Land am Ersten Weltkrieg teilzunehmen. Mit der Royal Field Artillery ging er nach Frankreich. Erfolg hatte er mit seinen parodistischen Bühnenauftritten vor seinen Kameraden. Von einem unbeliebten Sergeant Major übernahm er den Familiennamen als sein Bühnenname. Nach Ende des Krieges war er als „Flanagan and Roy“ erstmals als Duo unterwegs.
Seine Frau Anne (genannt „Curly“) war ebenfalls auf der Bühne tätig; die Tochter des irischen Komödianten Johnny Quinn war Tänzerin. Die Hochzeit fand 1925 statt; der im darauffolgenden Jahr geborene Sohn Buddy starb 1956 in Los Angeles an Leukämie. Später entstand aufgrund dieses Ereignisses der „Bud Flanagan Leukemia Fund“, der die Bekämpfung der Krankheit am „Royal Marsden Hospital“ in Sutton, Surrey, unterstützt.

## Erfolg
Flanagan gelang der endgültige Durchbruch als Teil des Duos Flanagan und Allen, das er mit Chesney Allen bildete. Beide kannten sich aus Armeezeiten in Flandern; ab 1926 arbeiteten beide zusammen, als sie mit der Florrie-Forde-Show tourten. Schnell etablierten sie sich als Music-Hall-Entertainer, die Komik mit musikalischem Können mixten. Plattenaufnahmen, Filmangebote und später Fernsehengagements folgten. Das Duo gehörte mit zwei weiteren der The Crazy Gang an, die im London Palladium 1931 Premiere feierten.
Im Duo war Allen der ernsthafte Partner, Flanagan der kindliche Clown. Ihre Lieder waren im selben Geist des freundlichen Humors wie ihre Sketche gehalten; während des Zweiten Weltkrieges spiegelten sie die Erfahrungen der „kleinen Leute“ wider. Lieder wie We’re Going To Hang Out The Washing On The Siegfried Line machten sich über die Deutschen (und ihre Siegfried Line lustig), andere wie Miss You gaben den Zuhausegebliebenen Stimme. Ihr berühmtestes Lied, Underneath the Arches (das Flanagan mit Reg Connelly auch schrieb) handelt vom Thema Freundschaft. Flanagan war dabei der bessere Sänger, während Allen seine Zeilen mehr sprach als intonierte.
Allen zog sich 1945 von aktiven Auftritten zurück und wirkte als Agent weiter; Flanagan blieb bis zu seinem Lebensende aktiv. Seine letzte Aufnahme war die Titelmelodie der britischen Sitcom Dad’s Army, Who Do You Think You Are Kidding, Mr Hitler?.
Flanagans sterbliche Überreste wurden im Golders Green Crematorium in London eingeäschert, wo sich auch seine Asche befindet.

## Filmografie (Auswahl)
- 1939: The Frozen Limits